# Contrôle de vitesse par balises
 (novembre 2013).
Si vous disposez d'ouvrages ou d'articles de référence ou si vous connaissez des sites web de qualité traitant du thème abordé ici, merci de compléter l'article en donnant les références utiles à sa vérifiabilité et en les liant à la section « Notes et références ».
Pour les articles homonymes, voir KVB.

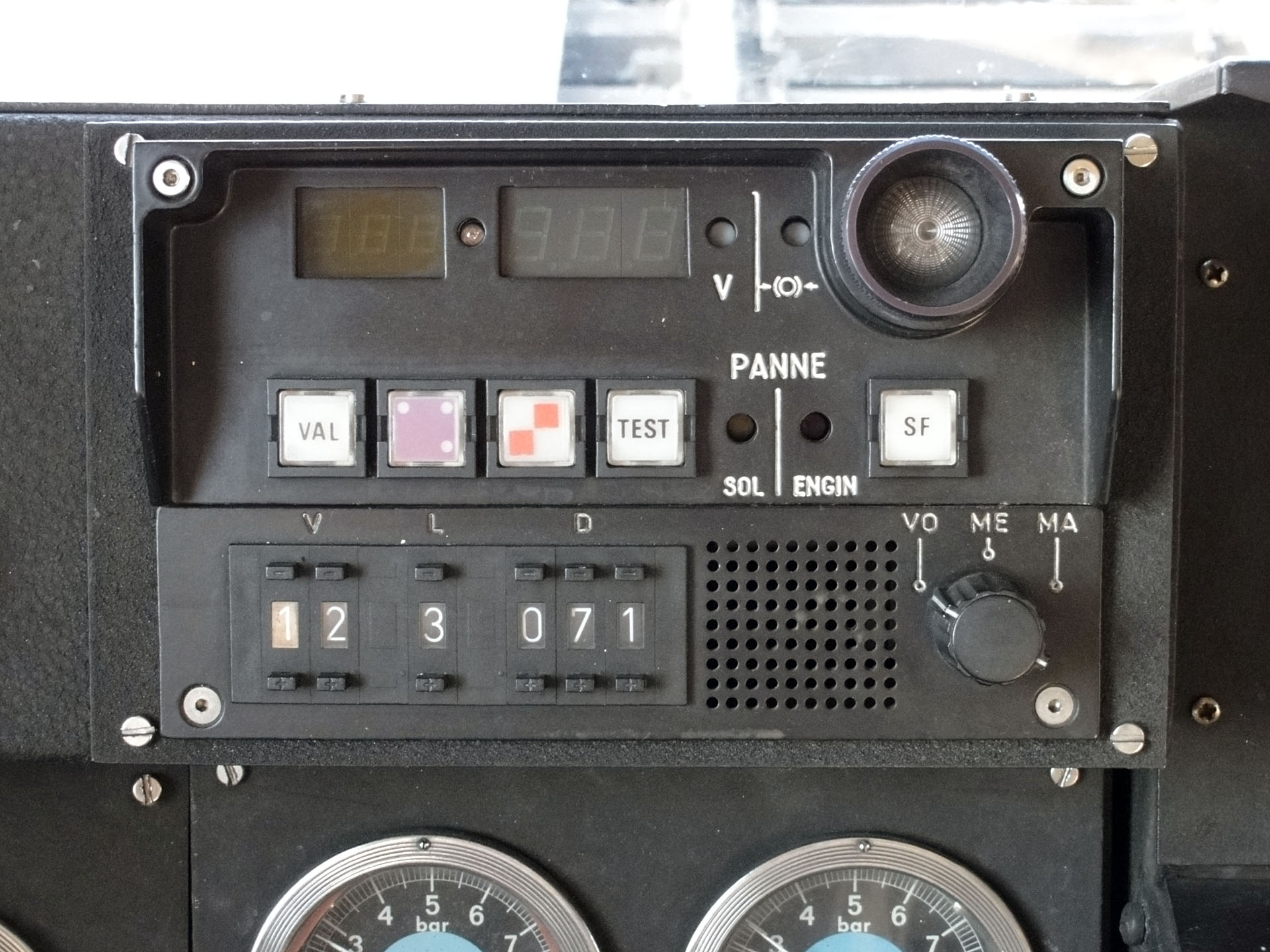
Visualisateur KVB sur le pupitre d'une rame inox de banlieue.

Le KVB, ou contrôle de vitesse par balises (l'initiale « K » est utilisée à la place du « C » pour ne pas confondre contrôle avec commande), est un équipement de sécurité ferroviaire utilisé par la SNCF pour surveiller et maîtriser la vitesse des trains en temps réel.

## Caractéristiques

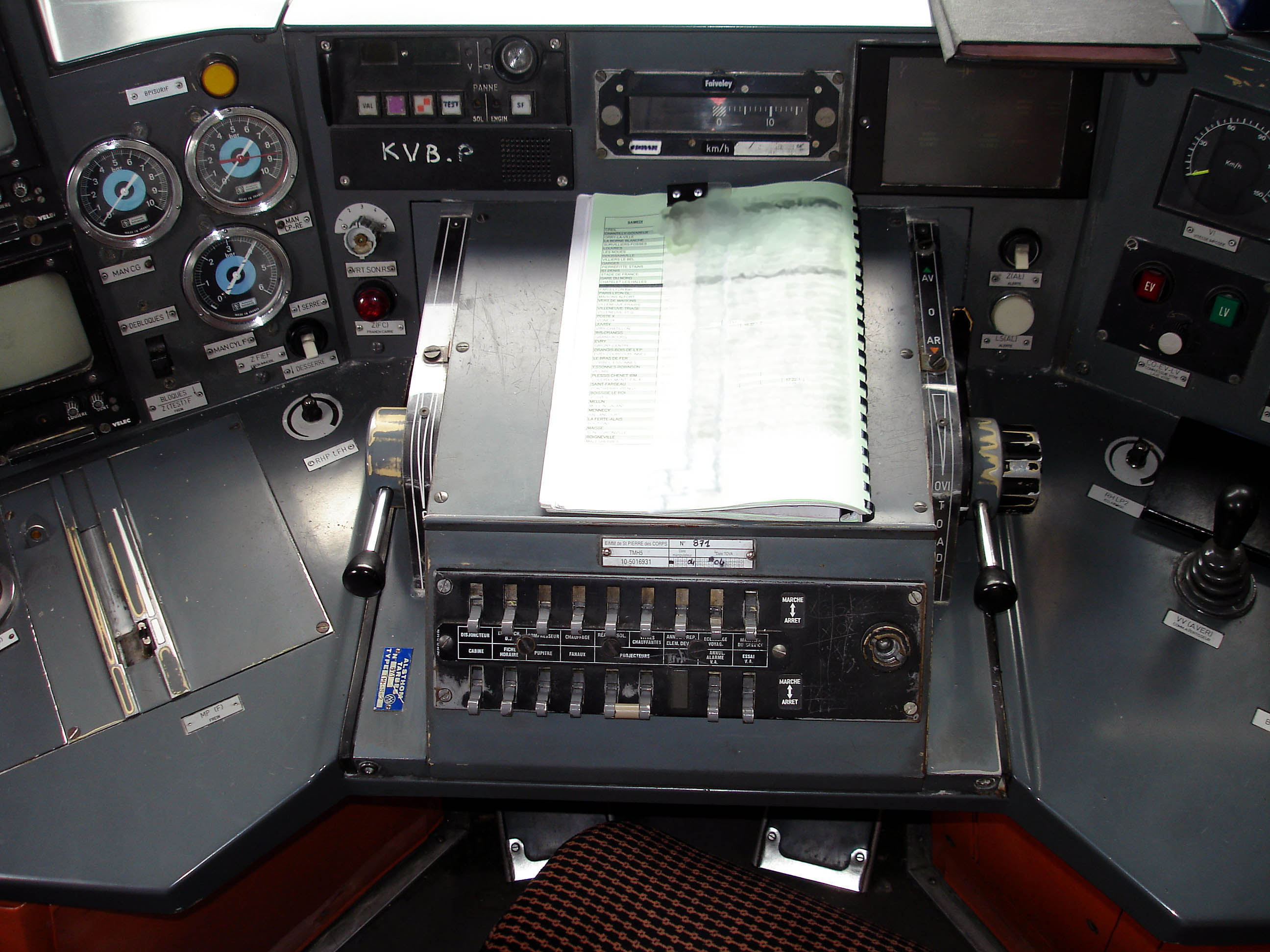
Visualisateur KVB, à gauche de l'indicateur de vitesse, d'une automotrice Z 20500. KVB-P indique l'usage de cette évolution du KVB (P pour Prolongements) conçue pour augmenter le débit des lignes très fréquentées, par information, en temps réel, de la réouverture du signal.

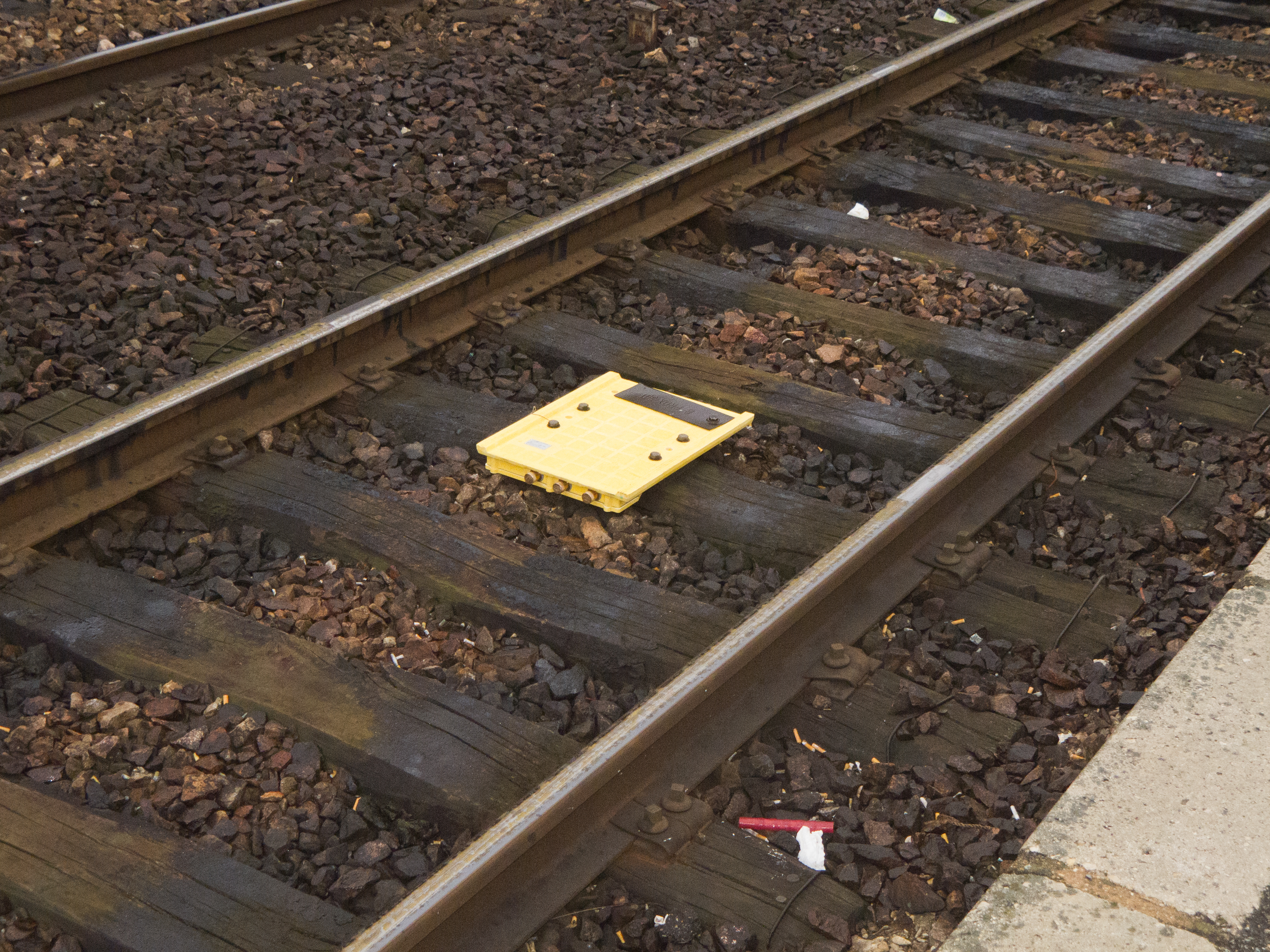
Une balise KVB.

Il comporte une installation embarquée et une installation de terrain.
Il fonctionne de façon similaire à la "Communication en champ proche" (NFC).
C'est un système dit à miroir qui ne nécessite aucune source dédiée au sol contrairement au crocodile qui exige une batterie de piles propre à chaque dispositif.
- L'installation embarquée, dite « bord » comprend :
  - un ordinateur embarqué (tiroir UEVAL contenant une unité de traitement, une unité d'enregistrement et une unité de communication) ;
  - un visualisateur à l'usage du conducteur qui permet :
    - le paramétrage initial de son train (vitesse maximale, longueur du train, puissance de freinage, catégorie du train),
    - l'affichage de certaines indications liées au KVB. À noter que la signalisation latérale n'est pas retransmise au conducteur. Seules les indications d'arrêt et de LTV (limitation temporaire de vitesse) sont affichées. Ce choix s'explique par le fait que le KVB est une boucle de rattrapage et non une signalisation à part entière telle que celle en vigueur sur les lignes à grande vitesse,

  - une antenne placée sous l'engin moteur pour la réception des informations issues des balises « sol »[1].

- L'installation terrain dite « sol » comprend :
  - des balises (analogiques ou numériques) placées entre les deux files de  rail[2]. Il existe des balises fixes (cas des indications fixes, par exemple pour un point de transition de taux de vitesse) et des balises commutables (cas des indications variables, par exemple pour un signal pouvant présenter différentes indications) ;
  - un coffret de codage assurant l'interface entre la signalisation existante et les balises dites commutables.

Le calculateur embarqué élabore deux courbes de vitesse en fonction des données reçues des balises. En cas de survitesse, le dépassement de la première courbe entraîne une alerte sonore sur le panneau de visualisation, pour inciter le conducteur à modérer au plus tôt sa vitesse. Si la seconde courbe est franchie, le KVB déclenche le freinage d'urgence du train.
Le système européen de contrôle des trains (ETCS) devrait à l'avenir remplacer ce dispositif ainsi que les divers autres systèmes en vigueur dans les pays membres. Par contre, le KVB peut être installé de façon ponctuelle (courbes de faible rayon, limitations temporaires de vitesse, …) ou généralisée comme dans les zones à convergence rapprochée ou sur les voies électrifiées en impasse, à la différence de l'ETCS qui nécessite l'équipement minimum d'une centaine de km.

## Historique
Ce système est une adaptation aux conditions d’exploitation en France d’un équipement similaire existant en Suède. L'équipement suédois comprenait une carte avec un microprocesseur Intel 8085. C'est donc avec cette technologie que la première version a été livrée.
La technologie a ensuite évolué vers un processeur Motorola 68020 et l'écriture du programme de contrôle de vitesse dans le langage formel B.
La décision de mise en place a été décidée à la suite d'accidents tels que celui de Argenton-sur-Creuse en 1985.
La mise en œuvre qui s’est faite au tout début des années 1990 a été accélérée après  plusieurs accidents ferroviaires dans les années 1986/1987 et l’accident de Melun du 17 octobre 1991.
Tant que la configuration était en technique analogique, le déploiement était délicat : ainsi à Lieusaint le signal d'accès à la LGV-SE nécessitait 14 balises au lieu de 2 en technique numérique.

## Les trains et lignes équipés
Depuis les années 2010, tous les engins moteurs y compris les cabines de réversibilité, sauf ceux de manœuvre entre autres,  circulant sur le réseau ferré national doivent être équipés de ce système. Plus de 5 000 engins (dont des engins étrangers roulant en France) sont équipés de ce système. Les TAGV sont équipés de ce système pour leurs trajets sur les lignes conventionnelles.

## Fonctionnalités complémentaires
Les messages émis, de type numérique, par des balises elles-mêmes numériques, peuvent être complétés pour injecter des informations de type blocage toilettes (BWC) ou libération toilettes (LWC) à l'entrée des tunnels et en sortie ainsi qu'en zone de stationnement prolongé pour les voitures non équipées de toilettes étanches et cela au niveau de la poignée extérieure de la porte d'accès aux toilettes.
Certaines rames sont équipées pour lire la hauteur du quai (déploiement éventuel de palette intermédiaire) ainsi que le côté du service voyageurs en complément de l'appareillage vidéo dans le cadre de l'équipement agent seul (EAS). En outre, le système KVB a permis de supprimer les balises utilisées dans les premières installations de préannonce, sur les tronçons parcourus entre 160 et 220 km/h, évitant ainsi la prolifération, sur les engins, français ou étrangers, de dispositifs différents.
Par contre, le mobile ne transmet aucune information au sol, même pour une éventuelle géolocalisation des circulations, celle-ci étant réalisée par le suivi des trains (SNST, SAATC, SAATP, etc.).